# Guido Schmidt (Richter)
Guido Schmidt (* 19. Januar 1890 in Spremberg; † 28. Februar 1971 in Karlsruhe) war Richter am Bundesgerichtshof in Karlsruhe.

## Leben und Karriere
Guido Schmidt wurde am 19. Januar 1890 als Sohn des Kaufmanns Julius Schmidt in Spremberg geboren.
Er besuchte in Spremberg sowohl die Volksschule als auch das Gymnasium. Später studierte er an verschiedenen Universitäten in Deutschland Jura.
Am 1. Mai 1926 wurde er zum Amtsgerichtsrat in Altona ernannt. 1926 kam er als Hilfsrichter an das Schleswig-Holsteinische Oberlandesgericht. Dort wurde er 1932 zum Oberlandesgerichtsrat ernannt, was er bis 1945 blieb. Am 1. Mai 1937 trat er der NSDAP bei.
Nach Kriegsende beteiligte er sich aktiv am Wiederaufbau der Schleswig-Holsteiner Justiz. Ende Februar 1946 wurde er Vorsitzender des 1. Zivilsenats am Oberlandesgericht. Im April 1946 wurde er zum Senatspräsidenten ernannt. Auf Vorschlag des schleswig-holsteinischen Justizministers Rudolf Katz (SPD) wurde er 1950 zum Richter am Bundesgerichtshof in Karlsruhe gewählt. Zu Schmidts NSDAP-Mitgliedschaft behauptete Katz, dieser habe dem Nationalsozialismus ablehnend gegenüber gestanden und sei „lediglich, wie die überwiegende Mehrzahl der Richter (…) und zwar erst im Jahre 1937“ der NSDAP als Mitglied beigetreten. Seine Ernennung zum Bundesrichter erfolgte am 3. Januar 1951, 1953 erfolgte seine Beförderung zum Vorsitzenden des IV. Zivilsenats.
Im Jahr 1958 trat er in den Ruhestand. Auf Grund seiner außerordentlichen Verdienste wurde ihm am 31. Januar 1958 vom damaligen Bundespräsidenten Theodor Heuss das Große Verdienstkreuz der Bundesrepublik Deutschland verliehen.

## Rechtsprechung
Schmidt war als Vorsitzender Richter des IV. Senats an den Urteilen vom 7. Januar 1956 (IV ZR 211/55 und IV ZR 273/55) beteiligt, in denen NS-Unrecht gegen Sinti und Roma im Zeitraum von 1940 bis 1943 gerechtfertigt wurde und das als Beispiel für fortgesetzte nationalsozialistische bzw. rassistische Denkweise in der bundesdeutschen Justiz angeführt wird.

„Da die Zigeuner sich in weitem Maße einer Seßhaftmachung und damit der Anpassung an die seßhafte Bevölkerung widersetzt haben, gelten sie als asozial. Sie neigen, wie die Erfahrung zeigt, zur Kriminalität, besonders zu Diebstählen und Betrügereien, es fehlen ihnen vielfach die sittlichen Antriebe der Achtung vor fremdem Eigentum, weil ihnen wie primitiven Urmenschen ein ungehemmter Okkupationstrieb eigen ist […]. Sie wurden deshalb allgemein von der Bevölkerung als Landplage empfunden. Das hat die Staatsgewalt, wie schon erwähnt, veranlasst, gegen sie vorbeugende Sondermaßnahmen zu ergreifen und sie auch in ihrer Freiheit besonderen Beschränkungen zu unterwerfen. ... zur Bekämpfung der Zigeunerplage ...“

Die BGH-Präsidentin Bettina Limperg sprach 2015 im Bezug auf diese Urteile von „unvertretbarer Rechtsprechung (...) für die man sich nur schämen könne“.